# Pieve di Santa Maria Assunta (Tocchi)
La pieve di Santa Maria Assunta è un edificio sacro che si trova a Tocchi, nel territorio comunale di Monticiano.

## Storia e descrizione
L'origine della chiesa risale all'XI secolo, ma l'attuale edificio fu costruito nel XVI secolo. L'edificio è un'austera costruzione a navata unica, con la facciata a capanna, intonacata, su cui si apre il portale sormontato da un arco a tutto sesto sovrastato da una finestra circolare. L'interno ha l'aspetto dovuto al restauro del 1911, con copertura a capriate, e pareti decorate a fasce bianche e nere; a quell'intervento si devono l'altare in stile neorinascimentale e il fonte battesimale. Vi è esposta una Madonna col Bambino della fine del XVII secolo, oggetto di grande devozione. In una stanza attigua alla chiesa furono scoperti frammenti di affreschi trecenteschi raffiguranti Santi, restaurati nel 1922.